# Арибониды
Арибони́ды (нем. Aribonen) — знатное семейство, возможно, баварского происхождения, которые достигли могущества в Паннонской марке (позднее — Восточная марка) в конце IX — начале X веков. Династия названа в честь маркграфа Паннонии Арибо. Арибониды достигли влияния в герцогстве Бавария, Восточной марке, а также в других частях Германии, пока в начале XII века они не исчезли со страниц истории.
Самым ранним известным представителем династии является епископ Фрайзинга Арбео (умер в 783 году), возможно, происходивший из династии Хуоси. Арибо стал маркграфом в 871 году в результате гибели братьев Вильгельма I и Энгельшалка I из династии Вильгельминов в борьбе против войск Великой Моравии. В результате этого между Арибонидами и Вильгельминами возникла непримиримая вражда. В ходе так называемой Вильгельминской войны князь Великой Моравии Святополк I поддержал Арибонидов, так как Вильгельмины постоянно воевали против моравцев. Маркграф Арибо выжил в битве при Прессбурге (907) и тем самым стал основателем династии.
В результате того, что почти вся Паннонская марка была завоевана венграми, семейство переселилось в Баварию. В течение долгого периода времени Арибониды контролировали Зальцбургское архиепископство. Представители династии впоследствии занимали множество церковных должностей: в том числе, Арибо был в 1021—1031 годах архиепископом Майнца. Династия потеряла своё влияние в результате участия в неудачном мятеже герцога Баварии Конрада I против императора Генриха III.